# Фердинанд I (король Обеих Сицилий)
Фердинанд Неаполитанский (итал. Ferdinando di Borbone-Due Sicilie; 12 декабря 1751, Неаполь, Неаполитанское королевство — 4 января 1825, Неаполь, королевство Обеих Сицилий) — 1-й король Обеих Сицилий под именем Фердинанда I (1816—1825), король Сицилии под именем Фердинанда III (1759—1816) и король Неаполя под именем Фердинанда IV (1759—1816; с прерыванием правления в 1799 и 1806—1815).
Представитель неаполитанской линии испанской ветви дома Бурбонов. Как политический деятель находился в тени своей энергичной супруги Марии Каролины и её фаворита Актона. Придерживался крайне консервативных взглядов. На его правление пришлись многочисленные войны с Францией.

## Ранние годы
Отец Фердинанда, неаполитанский король Карл VII, унаследовал в 1759 году испанский трон и отправился править на Пиренеи, оставив 8-летнего мальчика в Неаполе на попечение Регентского совета. Сановники во главе с Бернардо Тануччи продолжали начатые его отцом либеральные реформы в духе просвещённого абсолютизма. 
Его образование, порученное князю Доменико Санникандро, носило поверхностный характер. Он почти никогда не интересовался делами государства. Любил охоту и женщин. За простоту в обращении с подданными и использование в повседневной речи неаполитанского диалекта он был прозван королём простонародья.
Фердинанд расходовал огромные средства на достройку королевской резиденции в Казерте. Также заказал для себя постройку охотничьего домика на озере Фузаро. 
После рождения в 1775 году престолонаследника в Государственный совет была допущена королева Мария Каролина Австрийская, которая стала при благожелательном попустительстве супруга наводить там свои порядки. В следующем году Тануччи был отправлен в отставку. В королевстве воцарилась атмосфера реакции.
Исключением был период с 1786 по 1789 годы, когда правительство возглавлял Доменико Караччиоли, временно возобновивший политику просвещённого абсолютизма. В 1787 году король основал военную академию Нунциателла. В 1789 году — шелкопрядильную фабрику в Сан-Леучо. При содействии адмирала Актона, фаворита королевы, открыл верфи в Кастелламмаре-ди-Стабия и построил большой современный флот. 
Очередное «закручивание гаек» произошло, когда французские революционеры отправили на гильотину родную сестру королевы Марию-Антуанетту. Неаполь сразу вступил в первую антифранцузскую коалицию, а потом и во все последующие.

## Изгнание в Палермо
Победы генерала Наполеона Бонапарта в Италии заставили Неаполитанское королевство в 1796 году выйти из антифранцузской коалиции. В 1798 году в Неаполь прибывает британская эскадра адмирала Нельсона, одержавшего победу над французами при Абукире. Король снова решает вступить в антифранцузскую коалицию и напасть на Римскую республику, созданную по образцу Французской. Однако в конце декабря того же года французы вошли в Неаполь, низложили короля и провозгласили Партенопейскую республику. На кораблях Нельсона королевский двор в панике бежал в Палермо.
В июне 1799 года республиканцы сдались повстанцам-санфедистам и русскому десанту. Фердинанд смог вернуться в Неаполь. Невзирая на милостивые условия сдачи, зачинщики «бунта» были казнены. В государстве установился полицейский режим, продолжавшийся до сентября 1800 года, когда Бонапарт, разгромив австрийцев при Маренго, заставил короля прекратить репрессии против бывших республиканцев.
В 1805 году, рассчитывая на британскую и русскую помощь, Фердинанд третий раз вступает в войну против Франции. В начале 1806 года, когда наполеоновская армия вошла в Неаполь, королём вместо Фердинанда был провозглашён брат Наполеона Жозеф, которого в 1808 году сменил маршал Иоахим Мюрат. Королевский двор вновь искал спасения на Сицилии.
Английский посланник Бентинк в 1811 году убедил Фердинанда смягчить деспотический стиль правления: 16 января 1812 года назначен регентом принц Франциск (до 5 июля 1814 года); 19 июля 1812 года была принята конституция, ограничившая королевскую власть в пользу парламента. Мария Каролина в 1813 году была выслана в Вену. Как только до Палермо дошла весть о её смерти, Фердинанд, забыв про траур, заключил морганатический брак с любовницей Лючией Мильяччо, получившей титул герцогини ди Флоридия.
После свержения Мюрата и вторжения австрийцев престарелый монарх вернулся в Неаполь как абсолютный правитель королевства Обеих Сицилий. В честь реставрации Бурбонов в столице была заложена грандиозная базилика Сан-Франческо-ди-Паола. Начались гонения на противников режима, число жертв «белого террора» оценивается в 10 тысяч человек.

## Борьба с карбонариями
Возвращение деспотизма вызвало недовольство либерально настроенных молодых людей, прозванных карбонариями. Летом 1820 года в Королевстве обеих Сицилий началась революция. 15 июня происходит восстание в Палермо, 2 июля — в Ноле и Авелино, 5 июля — в Неаполе. На следующий день король вынужден был объявить о «даровании» конституции, которая уже 13 июля вступила в силу. 16 июля  на Сицилии был созван парламент, восстановивший конституцию 1812 года. Была восстановлена личная уния между Неаполем и Сицилией. 1 октября в Неаполе был созван парламент, избранный в августе в соответствии с конституцией. События в королевстве вызвали переполох в Священном союзе: для их обсуждения собрался конгресс в Троппау. Из-за парламентского запрета Фердинанд не смог принять в нём участия.
Неаполитанский парламент отказался признавать самостоятельность Сицилии, куда ещё 30 августа были отправлены войска. 22 ноября революция на Сицилии была подавлена, а личная уния упразднена. В 1821 году, передав управление принцу Франциску, Фердинанд отправился на  конгресс в Лайбахе, где заручился поддержкой русского императора Александра I и австрийского канцлера Меттерниха. Австрийская армия вторглась на территорию Королевства обеих Сицилий: 7 марта армия парламента была разбита при Риети-Антродоко, 24 марта интервенты вошли в Неаполь. Была восстановлена абсолютная монархия. До 1828 года территория королевства была оккупирована австрийскими войсками. В разгар новых гонений на инакомыслящих Фердинанд умер.

## Вклад в науку
При поддержке Фердинанда I была создана Палермская астрономическая обсерватория, где был открыт первый астероид Церера. 
При нём королевский двор в Неаполе стал одним из центров европейской культуры и просвещения. Им был основан Королевский музей Бурбонов, в который он перенёс первоклассное собрание античной скульптуры, унаследованное его бабушкой Изабеллой Фарнезе. Он учредил Консультативный совет по вопросам древностей и изящных искусств, чья деятельность была направлена на охрану памятников античной и средневековой культуры на территории государства.

## Дети
Фердинанд I женился 12 мая 1768 года на Марии Каролине Австрийской (13 августа 1752 — 8 сентября 1814), дочери императора Священной Римской империи Франца I Стефана и эрцгерцогини Марии Терезии. У супругов было 18 детей, многие из которых умерли в младенчестве:
| Дети Фердинанда I                                                                   | Дети Фердинанда I | Дети Фердинанда I | Дети Фердинанда I | Дети Фердинанда I |
| Имя                                                                                 | Изображение       | Дата рождения     | Дата смерти       | Примечания |
| ----------------------------------------------------------------------------------- | ----------------- | ----------------- | ----------------- | --- |
| Мария Тереза Каролина Джузеппина                                                    |                   | 6 июня 1772       | 13 апреля 1807    | С 1790 года замужем за своим двоюродным братом императором Священной Римской империи Францем II, впоследствии, австрийским императором Францем I; оставила потомство.                                        |
| Мария Луиза Амелия Тереза                                                           |                   | 27 июля 1773      | 19 сентября 1802  | С 1790 года замужем за своим двоюродным братом Великим герцогом Тосканы Фердинандом III; оставила потомство.                                                                                                 |
| Карло Тито Франческо Джузеппе                                                       |                   | 6 января 1775     | 17 декабря 1778   | Умер от оспы. |
| Мария Анна Джузеппа Антуанетта Франческа Гаэтана Тереза                             |                   | 23 ноября 1775    | 22 февраля 1780   | Умерла от оспы. |
| Франческо Дженнаро Джузеппе Саверио Джованни Баттиста                               |                   | 14 августа 1777   | 8 ноября 1830     | Король Обеих Сицилий; в 1797 году женился на двоюродной сестре Марии Клементине Австрийской, оставил потомство; в 1802 году женился на другой двоюродной сестре Марии Изабеллы Испанской, оставил потомство. |
| Мария Кристина Амелия Тереза                                                        |                   | 17 января 1779    | 11 марта 1849     | С 1807 года замужем за королём Сардинии Карлом Феликсом; потомства не оставила. |
| Мария Кристина Амелия                                                               |                   | 17 января 1779    | 26 февраля 1783   | Сестра-близнец предыдущей; умерла от оспы. |
| Дженнаро Карло Франческо                                                            |                   | 12 апреля 1780    | 2 января 1789     | Умер от оспы. |
| Джузеппе Карло Дженнаро                                                             |                   | 18 июня 1781      | 19 февраля 1783   | Умер от оспы. |
| Мария Амалия Тереза                                                                 |                   | 26 апреля 1782    | 24 марта 1866     | С 1809 года замужем за королём Франции Луи-Филиппом I; оставила потомство. |
| Мария Кристина                                                                      |                   | 19 июля 1783      | 19 июля 1783      | Умерла при рождении. |
| Мария Антуанетта Тереза Амелия Джованна Баттиста Франческа Гаэтана Мария Анна Люсия |                   | 14 декабря 1784   | 21 мая 1806       | С 1802 года замужем за своим двоюродным братом королём Испании Фердинандом VII; умерла от туберкулёза; потомства не оставила.                                                                                |
| Мария Клотильда Тереза Амелия Антуанетта Джованна Баттиста Анна Гаэтана Пульхерия   |                   | 18 февраля 1786   | 10 сентября 1792  | Умерла от оспы. |
| Мария Генриетта Кармела                                                             |                   | 31 июля 1787      | 20 сентября 1792  | Умерла от оспы. |
| Карло Дженнаро                                                                      |                   | 26 августа 1788   | 1 февраля 1789    | Умер от оспы. |
| Леопольдо Джованни Джузеппе Микеле                                                  |                   | 2 июля 1790       | 10 марта 1851     | С 1816 года женат на своей племяннице эрцгерцогине Клементине Австрийской; оставил потомство. |
| Альберто Лодовико Мария Филипо Гаэтано                                              |                   | 2 мая 1792        | 25 декабря 1798   | Умер от истощения на борту HMS Vanguard. |
| Мария Изабелла                                                                      |                   | 2 декабря 1793    | 23 апреля 1801    | Умерла в детстве. |

## Награды
- Великий магистр инсигний Королевского ордена Святого Януария
- Великий магистр Священного военного Константиновского ордена Святого Георгия
- Великий магистр Королевского ордена Святого Фердинанда и заслуг
- Великий магистр Королевского ордена Обеих Сицилий
- Великий магистр Королевского и военного ордена Святого Георгия и Воссоединения
- Кавалер ордена Золотого Руна (Испания, 1751)
- Кавалер ордена Святого Духа (Франция, 8 сентября 1760)
- Кавалер Императорского ордена Святого апостола Андрея Первозванного (Россия, 25 сентября 1800)
- Кавалер Императорского ордена Святого благоверного князя Александра Невского (Россия, 25 сентября 1800)
- Кавалер Императорского ордена Святой Анны 1-й степени (Россия, 25 сентября 1800)
- Кавалер цепи Королевского Достопочтенного ордена Карлоса III (Испания, 16 мая 1815)
- Кавалер Высшего ордена Святого Благовещения (Сардинское королевство, 1822)
- Кавалер Большого креста ордена Святых Маврикия и Лазаря (Сардинское королевство, 1822)

## В культуре
Фердинанд I изображён Александром Дюма-отцом в романе «Луиза Сан-Феличе». Он является также персонажем ряда художественных фильмов:
- «Леди Гамильтон» (1941) — Луис Альберни[итал.];
- «Луиза Санфеличе[итал.]» (1942);
- «Женщины и разбойники[итал.]» (1950) — Джузеппе Порелли[итал.];
- «Корабли штурмуют бастионы» (1953) — Сергей Мартинсон;
- «Фердинанд I король Неаполя[итал.]» (1959) — Пеппино Де Филиппо[итал.];
- «Луиза Санфеличе[итал.]» (1966);
- «Фердинанд и Каролина» (1999) — Серджо Ассизи[итал.], Адриано Панталео[итал.], Марио Скачча[итал.];
- «Луиза Санфеличе» (2004) — Эмилио Солфрицци[итал.];
- «Всё, что осталось от ничего[итал.]» (2004) — Чезаре Бельсито;
- Сериал «Екатерина. Самозванцы» (2019) — Сергей Тесслер.